# René du Bellay
René du Bellay (Glatigny, c. 1500 - París, agosto de 1546) fue un eclesiástico francés, obispo de Grasse y de Le Mans. 

## Vida
Nacido en el seno de una familia de antigua nobleza, que había ganado notoriedad sirviendo a los reyes de Francia en la guerra de los cien años, fue hijo de Louis du Bellay y de Marguerite de la Tour-Landry, señores de Langey.  La familia había dado personajes relevantes de la vida militar y política del Maine, y también de la religión: 
su tío abuelo Jean había sido obispo de Fréjus y de Poitiers, y la cercana abadía de Saint-Florent de Saumur había estado dirigida por miembros de la familia Du Bellay durante los últimos cien años.
Jean fue el cuarto de cinco hermanos varones (Guillaume, que fue gobernador del Piamonte; Martin, que le sucedió en el cargo; Jean, que llegó a cardenal; Jacques y Nicolas, militares muertos en las guerras italianas) y dos hermanas (Louise y Renée).  
Destinado desde joven a la vida religiosa, se le concedió la encomienda de la abadía de Saint-Laurent du Gué-de-Launay.  Fue consejero del rey Francisco I de Francia, obispo de Grasse entre 1532-34, administrador de la diócesis de París durante las ausencias de su hermano Jean, que era el obispo titular, y obispo de Le Mans desde 1535, por renuncia en su favor del cardenal Louis de Bourbon-Vendôme que había sido promovido a la archidiócesis de Sens.
Además del gobierno eclesiástico de su sede, problemático en unos tiempos en que la reforma protestante amenazaba la ortodoxia católica, se destacó en la protección de las artes y las letras y en el ejercicio de la agricultura, especialmente de sus viñedos de Barbeau, y de la botánica, construyendo en su castillo de Touvoye unos jardines reputados como unos de los más hermosos de Francia, en los que fue pionero en introducir el ébano, el pistachero o el tabaco.
Fallecido en 1546, su cuerpo fue sepultado en el coro de la Catedral de Notre Dame de París; su corazón, en la Catedral de Le Mans.